# Staryj Ostropil
Staryj Ostropil (ukrainisch Старий Остропіль; russisch Старый Острополь/Stary Ostropol) ist ein Ort in der Oblast Chmelnyzkyj der Ukraine mit etwa 1350 Einwohnern (2004) und liegt am Fluss Slutsch.

## Geschichte
Die Festung Ostropil wurde 1576 gegründet. Im 17. und 18. Jh. war sie ein wichtiges Zentrum des jüdischen Lebens, was sich auch in der jüdischen Folklore widerspiegelt hat, siehe Herschele Ostropoler.

## Verwaltungsgliederung
Am 14. Januar 2020 wurde das Dorf zum Zentrum der neugegründeten Landgemeinde Staryj Ostropil (Староостропільська сільська громада/Staroostropilska silska hromada). Zu dieser zählten auch die 11 in der untenstehenden Tabelle aufgelisteten Dörfer, bis dahin bildete es zusammen mit dem Dorf Rajky die gleichnamige Landratsgemeinde Staryj Ostropil (Староостропільська сільська рада/Staroostropilska silska rada) im Osten des Rajons Starokostjantyniw.
Am 12. Juni 2020 kamen noch die 5 Dörfer Hubyn, Ladyhy, Lissowe, Schewtschenka und Tschorna zum Gemeindegebiet.
Am 17. Juli 2020 kam es im Zuge einer großen Rajonsreform zum Anschluss des Rajonsgebietes an den Rajon Chmelnyzkyj.
Folgende Orte sind neben dem Hauptort Staryj Ostropil Teil der Gemeinde:
| Name                        | Name               | Name                                       |
| ukrainisch transkribiert    | ukrainisch         | russisch                                   |
| --------------------------- | ------------------ | ------------------------------------------ |
| Hubyn                       | Губин              | Губин (Hubin)                              |
| Jossypiwka                  | Йосипівка          | Йосиповка (Jossipowka)                     |
| Kalyniwka                   | Калинівка          | Калиновка (Kalinowka)                      |
| Korschiwka                  | Коржівка           | Коржовка (Korschowka)                      |
| Ladyhy                      | Ладиги             | Ладыги (Ladygi)                            |
| Lewkiwka                    | Левківка           | Левковка (Lewkowka)                        |
| Lissowe (bis 2016 Leninske) | Лісове (Ленінське) | Лесовое (Lessowoje)/Ленинское (Leninskoje) |
| Malyj Wyschnopil            | Малий Вишнопіль    | Малый Вишнополь (Maly Wischnopol)          |
| Martyniwka                  | Мартинівка         | Мартыновка (Martinowka)                    |
| Macharynzi                  | Махаринці          | Махаринцы (Macharinzy)                     |
| Rajky                       | Райки              | Райки (Raiki)                              |
| Schewtschenka               | Шевченка           | Шевченко (Schewtschenko)                   |
| Serbyniwka                  | Сербинівка         | Сербиновка (Serbinowka)                    |
| Seweryny                    | Северини           | Северины (Seweriny)                        |
| Tschorna                    | Чорна              | Чёрная (Tschornaja)                        |
| Wyschnopil                  | Вишнопіль          | Вишнополь (Wischnopol)                     |

## Söhne und Töchter der Stadt
- Mojsej Markowitsch Goldstein, Deckname W. Wolodarskij (1891–1918), russischen Revolutionär
- Jack Groob (1920–1984), kanadischer Geiger und Dirigent